# Rumble (virksomhed)
 For alternative betydninger, se Rumble. (Se også artikler, som begynder med Rumble)
Rumble er en online videoplatform, webhosting- og cloud-servicevirksomhed med hovedkvarter i Toronto, Ontario, med dets amerikanske hovedkvarter i Longboat Key, Florida. Selskabet blev grundlagt i oktober 2013 af den canadisk teknologiiværksætter Chris Pavlovski. Videoplatformen kan sammenlignes med – og er derfor også direkte konkurrent til – YouTube, mens selskabets cloud-serviceforretning bl.a. står for webhostingen af Truth Social.
Rumble har slået sig op på at ville fremme ytringsfriheden, herunder har selskabet markedsført sig som en ”anti-cancel culture”-platform. Platformen er således særlig populær blandt brugere og folk på den amerikanske højrefløj, heriblandt online influencere, personligheder og content creators (dansk: skabere af videoer og indhold), som er blevet bandlyst for YouTube eller andre sociale medier. Eksempelvis var Rumble en af de eneste platforme, som ikke bandlyste Alex Jones og Andrew Tate. Dette har ligeledes medvirket til, at platformen har haft ry for at være hjemsted for både højreekstreme brugere og konspirationsteoretikere, som har givet udtryk for hadefulde ytringer/hadtale og misinformation.
Rumble har siden den 19. september 2022 været børnoteret på den amerikanske fondsbørs NASDAQ under tickersymbolet "RUM". I forbindelse med udgivelse af selskabets årsrapport 2022 rapporterede Rumble, at de havde 80 mio. gennemsnitlige aktive brugere.